# OpenVMS
OpenVMS, oorspronkelijk genaamd VMS (van Virtual Memory System) is het 32-bits besturingssysteem dat computerbedrijf Digital Equipment Corporation ('DEC' of kortweg 'Digital') ontwikkelde voor zijn VAX-minicomputerserie.
In 1978 is het op de markt gekomen. VMS was het eerste besturingssysteem met virtueel geheugenbeheer.
Later ontwikkelde Digital de 64-bits Alpha-processor en bracht ook een versie van VMS hiervoor uit. Sindsdien wordt VMS als OpenVMS op de markt gebracht en werden ook de versienummers gelijkgetrokken. Nog later werd ook een versie voor de Intel-Itaniumprocessor ontwikkeld.
Het staat bekend als bijzonder robuust en veelzijdig, is schaalbaar van desktop workstation tot groot datacentrum en is nog steeds in gebruik in de industrie en bij veel grote instellingen.
OpenVMS is beschikbaar voor de volgende hardwareplatforms:
1. VAX
2. Alpha
3. IA-64
4. x86-64

Het besturingssysteem OpenVMS wordt nu ontwikkeld door Hewlett-Packard. Vooral in de financiële sector wordt het nog veel gebruikt. Het wordt beschouwd als het meest veilige besturingssysteem, en heeft geavanceerde clustertechnologie.

## Gebruikersinterface
De gebruikersinterface was oorspronkelijk een tekstterminalomgeving, waar DCL (Digital Command Language) op beschikbaar was. DCL-opdrachten hebben een syntaxis die op normaal Engels lijkt en een bijzonder uitgebreide helpfunctie. Daarnaast zijn alle gangbare programmaconstructies beschikbaar (zoals 'if-then-else' en variabelen), zodat in DCL ook complete programma's geschreven kunnen worden.
Later zijn verschillende grafische gebruikersomgevingen geïntroduceerd, die vrijwel allemaal op X Window gebaseerd zijn. De laatste is CDE (Common Desktop Environment), die eenzelfde uiterlijk en bediening heeft op alle platformen die het ondersteunen.

## Techniek
Een van de redenen voor de grote robuustheid is de manier waarop het geheugen beheerd wordt. De hardware van de VAX en latere processors staat toe het geheugen in verschillende modi te benaderen. Deze modi (USER, EXECUTIVE, SUPERVISORY en SYSTEM) bepalen de rechten die het besturingssysteem en de applicaties op bepaalde systeembronnen hebben. Omdat applicatieprogramma's standaard in de minst krachtige modus (USER) werken en omdat wisselen van modus door de hardware bepaald wordt, is misbruik door zogenaamde bufferoverloop geheel onmogelijk. Programma's die zich misdragen worden afgebroken met de melding 'access violation'.

## Beschikbaarheid
Het is mogelijk met VMS clusters te bouwen die een uiterst hoge beschikbaarheid hebben. Een extreem voorbeeld is het cluster van de regiopolitie Amsterdam-Amstelland dat op 13 april 2007 een uptime van tien jaar had. Gedurende die tien jaar is alle hardware vervangen en is de helft van het cluster verhuisd naar een andere locatie 7 km verderop zonder dat het cluster down en/of applicaties down zijn gegaan. Hiermee is dit cluster dus een multi-site cluster. Mede ook in deze tien jaar is alle data van DAS-schijven naar SAN-schijven verhuisd zonder dat hiervoor applicaties down zijn gegaan.
Ook de software is volledig anders dan waarmee begonnen is. Sommige applicaties worden online geüpgraded waardoor deze voor de gebruikers niet gestopt hoeven te worden. Ook VMS zelf is van 6.2 geüpgraded naar inmiddels 7.3-2 met de laatste patches. Ook hiervoor ging het VMS-cluster niet down. Sommige applicaties worden per maand geüpgraded. Het systeem is dusdanig ingericht dat er meerdere versies van dezelfde applicatie gelijktijdig operationeel kunnen zijn (en soms ook daadwerkelijk zijn).

## Trivia
- Op de hacker-conferentie DEF CON werd VMS tot 'onhackbaar' uitgeroepen.[2]
- Een aantal ex-ontwikkelaars van VMS heeft aan de wieg gestaan van Windows NT, de afkorting WNT staat ook net één letter verder in het alfabet dan VMS (naar analogie van IBM - HAL).